# Robert Weinstabl
Robert Weinstabl (* 30. August 1983) ist ein ehemaliger österreichischer Fußballtorwart und nunmehriger -trainer.

## Karriere

### Als Spieler
Weinstabl begann seine Karriere beim SC Eisenstadt. 1998 wechselte er zum SC Trausdorf. Nach einer Saison bei Trausdorf kehrte er zu Eisenstadt zurück. Nach dem Aufstieg der Burgenländer in die Regionalliga debütierte er im Mai 2001 in dieser, als er am 26. Spieltag der Saison 2000/01 gegen den SV Stockerau in der 75. Minute für Dietmar Bader eingewechselt wurde.
Zur Saison 2002/03 wechselte er zum Ligakonkurrenten Floridsdorfer AC. Nachdem er in seiner ersten Saison beim FAC nicht eingesetzt worden war, kam er in der Saison 2003/04 auf sechs Saisoneinsätze. Allerdings musste er mit dem Verein zu Saisonende in die Wiener Stadtliga absteigen.
2005 wechselte er zum SV Leithaprodersdorf. Zur Saison 2006/07 wechselte er zum FC Oslip. Nach zwei Jahren bei Oslip schloss er sich 2008 dem ASV Hornstein an. Nach der Saison 2010/11, in der er nur mehr ein einziges Meisterschaftsspiel absolviert hatte, beendete er seine Karriere.
Im Sommer 2020 hinterlegte er seinen Spielerpass bei seinem einstigen Ausbildungsverein, dem SC Eisenstadt.

### Als Trainer
Weinstabl fungierte zunächst beim Regionalligisten 1. SC Sollenau als Co-Trainer und Trainer der Zweitmannschaft. Nach der Trennung von Gerhard Gmasz wurde er im Februar 2015 Cheftrainer der Regionalligamannschaft.
Zur Saison 2016/17 wurde Weinstabl Co-Trainer von Jürgen Halper beim Zweitligisten Floridsdorfer AC. Im Dezember 2016 trennten sich die Wiener von Halper und seinem Team, womit auch Weinstabl entlassen wurde.
Zur Saison 2017/18 wurde er Trainer des Regionalligisten SKU Amstetten. Mit Amstetten stieg er zu Saisonende in die 2. Liga auf. Nach dem Aufstieg wurde er Teamchef von Amstetten und Peter Zeitlhofer Cheftrainer, da Weinstabl nicht die nötige Lizenz für die 2. Liga besitzt.
Im März 2019 trennte sich Amstetten, zu jenem Zeitpunkt auf dem 15. Tabellenrang und somit in der Abstiegszone, von Weinstabl. Zur Saison 2019/20 wurde er Trainer des Regionalligisten Wiener Sport-Club. Im Juni 2023 wurde sein Vertrag um ein weiteres Jahr verlängert.
Im September 2023 übernahm Weinstabl dann den Zweitligisten SV Lafnitz als Trainer. Im Mai 2024 trennte sich Lafnitz vor dem letzten Spiel der Saison 2023/24 von Weinstabl.

## Privates
Robert Weinstabl machte eine Lehre zum Bankkaufmann und arbeitete anfangs als solcher von September 1999 bis Mai 2006 bei Unicredit Bank Austria, ehe er im Juni 2006 als Kreditrisikomanager zur Bank Burgenland wechselte und dort bis August 2016 tätig war. Durch seine Tätigkeit im Fußball, die ihn mittlerweile in den Profifußball gebracht hatte, musste er seine Karriere als Bankangestellter zugunsten des Sports zurücklegen.
Seit April 2019 wird er auch immer wieder von LAOLA1 als Experte bzw. Fußballanalytiker eingesetzt.